# راسيل يونغ (لاعب كرة مضرب)
راسيل يونغ (بالإنجليزية: Russell Young)‏ هو لاعب كرة مضرب نيوزيلندي، ولد في 25 يونيو 1902، وتوفي في 1990.